# Radialna gęstość prawdopodobieństwa
Radialna gęstość prawdopodobieństwa – funkcja falowa opisująca stan elektronu w atomie, wyrażona we współrzędnych sferycznych.

## Charakterystyka
Prawdopodobieństwo w mechanice kwantowej wyraża się wzorem:
{\displaystyle |\psi (q_{1},q_{2},...q_{f},t)|^{2}d\tau =\rho (q_{1},q_{2},...q_{f},t)d\tau }
i jest funkcją współrzędnych uogólnionych i czasu, natomiast element objętości {\displaystyle d\tau } odnosi się do całej przestrzeni f-wymiarowej. Zgodnie z postulatami chemii kwantowej, sumaryczne prawdopodobieństwo znalezienia elektronu w dowolnym układzie musi być równe jedności. Zatem skoro {\displaystyle \rho d\tau } określa prawdopodobieństwo, to {\displaystyle \rho } musi mieć wymiar gęstości prawdopodobieństwa.
W przypadku przejścia do współrzędnych sferycznych, należy uwzględnić zależności:
{\displaystyle x=x(r,\theta ,\phi )=r\sin \theta \cos \phi ,}
{\displaystyle y=y(r,\theta ,\phi )=r\sin \theta \sin \phi ,}
{\displaystyle z=z(r,\theta ,\phi )=r\cos \theta ,}
gdzie:
{\displaystyle r} – długość wektora,
{\displaystyle \theta } – kąt azymutalny,
{\displaystyle \phi } – kąt biegunowy.
Dzięki takiej transformacji współrzędnych funkcję gęstości prawdopodobieństwa można przedstawić w postaci:
{\displaystyle \rho (r,\theta \varphi )d\tau =|\psi (r,\theta \varphi )|^{2}r^{2}\sin \theta drd\theta d\varphi ,}
gdzie {\displaystyle \rho } określa gęstość prawdopodobieństwa, a {\displaystyle d\tau } oznacza element objętości we współrzędnych sferycznych.

## Atom wodoru

Radialna gęstość prawdopodobieństwa dla stanu podstawowego atomu wodoru

W przypadku atomu wodoru, prawdopodobieństwo znalezienia elektronu na odległości {\displaystyle r} i {\displaystyle r+dr} od jądra, niezależnie od kątów, będzie wyrażać się wzorem:
{\displaystyle \rho (r)r^{2}dr=r^{2}dr\int \limits _{0}^{2\pi }d\varphi \int \limits _{0}^{\pi }\sin \theta d\theta |\psi (r,\theta \varphi )|^{2}.}
Wielkość {\displaystyle P(r)=\rho (r)r^{2}} nazywa się radialną gęstością prawdopodobieństwa.
Postać funkcji atomu wodoru (czyli orbitalu 1s) przedstawia się wzorem:
{\displaystyle 1s=N_{1s}e^{\frac {-Zr}{a_{0}}}.}
Z tej funkcji jawnie wynika, że gęstość prawdopodobieństwa jest równa zero dla {\displaystyle r=0} oraz że dąży do zera, gdy {\displaystyle r\rightarrow \infty .} Maksymalna wartość {\displaystyle P(r)} będzie dla {\displaystyle r=a_{0}.}
W mechanice kwantowej nie można oczywiście określić dokładnie toru elektronu, a jedynie gęstość prawdopodobieństwa, gdzie będzie się znajdował. Jednak w stanie podstawowym najbardziej prawdopodobne jest, że elektron będzie się znajdował w odległości od jądra równej promieniowi pierwszej orbity modelu Bohra.